# Трампліни
 Трампліни  — дебютний альбом гурту «Гудімов».

## Пісні
1. Коротка розмова
2. Не політика
3. Хочу
4. Серце не спи
5. Банк
6. Бути собою
7. Стихія
8. Без тебе
9. Трампліни
10. Водолій
11. Самогубці
12. Ангели/Вода

Бонус відео
1. Коротка розмова